# Dolenjske Toplice
Dolenjske Toplice je naselje i središte istoimene općine u jugoistočnoj Sloveniji. Dolenjske Toplice se nalaze u pokrajini Dolenjskoj i statističkoj regiji Jugoistočna Slovenija.

## Stanovištvo
Prema popisu stanovništva iz 2002. godine Dolenjske Toplice su imale 740 stanovnika.

## Vanjske poveznice
- Satelitska snimka naselja, plan naselja  Arhivirana inačica izvorne stranice od 29. srpnja 2017. (Wayback Machine)